# The Drop
The Drop är en amerikansk kriminal- och dramafilm från 2014 regisserad av Michaël R. Roskam, med manus skrivet av Dennis Lehane. Filmen är baserad på Lehanes novell: Animal Rescue. Filmens protagonister spelas av Tom Hardy, Noomi Rapace och James Gandolfini (i sin sista roll), med Matthias Schoenaerts, John Ortiz och James Frecheville i biroller.